# Комар Андрій Анатолійович
Андрій Анатолійович Комар (10 лютого 1976, Миколаїв) — український фехтувальник на візках, (шпага, рапіра), чемпіон (шпага) та бронзовий призер (рапіра) Паралімпійських ігор, срібний призер (шпага) чемпіонату світу, чемпіон (рапіра), срібний призер (рапіра) та бронзовий (шпага) призер чемпіонатів Європи.

## Біографія
Народився 10 лютого 1976 року в Миколаєві. До травми ходив на дзюдо, грав у футбол. Батьки Андрія Комара і Сергія Шенкевича були друзями, тому і діти дружили з дитинства. Так склалася доля, що в інвалідному візку вони опипнилися майже одночасно. Першим травму одержав Андрій на останньому курсі кулінарного технікума, де вчився на кока. Одного вечора, коли він повертався з дискотеки, хтось із натовпу, що пробігав мимо, на бігу вдарив його ножем в спину. Не пройшло і півроку, як дуже невдало впав з дерева Сергій Шенкевич. Йому повністю пробило хребет штиром огорожі.
Після травми Андрій спочатку займався настільним тенісом, входив у трійку призерів на чемпіонаті України з настільного тенісу. Тенісом займався і Сергій Шенкевич, але потім хлопці вирішили спробувати себе у фехтуванні. З тих пір вони практично завжди разом. У готелі завжди жили в одному номері, в одній команді.
З 1999 до 2008 року Андрій Комар виступав за Миколаївський обласний центр «Інваспорт». Тренувався під керівництвом заслужених трененрів України Олександра Дорошина та Геннадія Яновського. Член Паралімпійської збірної команди України з 2000 до 2008 року. Брав участь у трьох Паралімпійських іграх — 2000, 2004 та 2008 років, однак олімпійські нагороди, причому одну найвищого ґатунку здобув на одній з них — у 2004 році в Афінах. Був також призером чемпіонату світу, чемпіоном і призером чемпіонаів Європи, багаторазовим переможцем і призер Кубків світу та чемпіонатів України.
На XIII Паралімпійських іграх 2008 року в Пекіні, Андрій Комар був капітаном українських паралімпійців. На інвалідній колясці віз прапор України, очоливши ходу української делегації на церемонії відкриття ігор. На тих змаганнях його друг Сергій Шенкевич завював дві бронзові нагороди. Відразу після повернення з Пекіна Андрій Комар заявив про вихід зі збірної.
У 2005 році закінчив Миколаївський державний університет імені В. О. Сухомлинського.

## Виступи на Паралімпійських іграх
| Змагання                       | Збірна    | Вагова категорія                         | Місце  |
| ------------------------------ | --------- | ---------------------------------------- | ------ |
| Літні Паралімпійські ігри 2000 | · Україна | шпага, індивідуальні змагання, чоловіки  | 8      |
| Літні Паралімпійські ігри 2004 | · Україна | шпага, індивідуальні змагання, чоловіки  | Золото |
| Літні Паралімпійські ігри 2004 | · Україна | рапіра, індивідуальні змагання, чоловіки | Бронза |
| Літні Паралімпійські ігри 2008 | · Україна | рапіра, індивідуальні змагання, чоловіки | 4      |
| Літні Паралімпійські ігри 2008 | · Україна | шпага, індивідуальні змагання, чоловіки  | 5      |